# Mateo Arias
Mateo Arias (New York, 31 ottobre 1995) è un attore statunitense di origini colombiane, noto per il ruolo di Jerry in Kickin' It - A colpi di karate.
È il fratello minore dell'attore Moisés Arias.

## Filmografia
- I tuoi, i miei e i nostri (Yours, Mine and Ours), regia di Raja Gosnell (2005)
- Drake & Josh - serie TV, episodio 4x15 (2007)
- Hannah Montana - serie TV, episodio 2x20 (2007)
- Cold Case - Delitti irrisolti (Cold Case) - serie TV, episodio 6x17 (2009)
- Kickin' It - A colpi di karate (Kickin' It) - serie TV, 83 episodi (2011-2015)